# Bamberský kodex
Codex Bamberg neboli Bamberský kodex , či rukopis (Státní knihovna v Bamberku, Msc.Lit.115, německy Bamberger Motettenhandschrift, zkr. Ba) je středověký rukopis obsahující dva traktáty o hudební teorii a obsáhlou sbírku francouzské polyfonie 13. století a společně s Montpellierským kodexem jsou nejvýznamnějšími sbírkami motet. Vědci předpokládají, že místem původu kodexu je Paříž, částečně jižní Francie a možná též Itálie.

## Popis
Pravděpodobná doba vzniku motet je mezi roky 1260 a 1290, tzn. v době předfrankonské. Je rozdělen do dvou částí:
1. První část bamberského kodexu obsahuje 100 motet duplex (dvojitých), což jsou ve skutečnosti trojhlasé skladby, sestávající z dvou kontrapunktických hlasů nad cantem firmem. Z motet obsažených v rukopise, má 44 latinský text, 47 texty francouzský a 9 je napsáno v makarónštině. Mezi sbírkou motet se také nachází jeden konduktus a soubor 7 hoquetes.
2. Druhá část kodexu obsahuje dvě teoretická pojednání, jeden spis hudebního teoretika Amera a jeden anonym, a další dvě moteta přibyla až dodatečně.

Notace rukopisu je prakticky shodná jako v Montpellierském kodexu, ale zde jsou již patrné některé pokroky směrem k jasnějšímu a zřetelnějšímu užití notačních prostředků, proto je výklad a přepis skladeb z Bamberského snazší, nežli je tomu u kodexu montpellierského. Zásadním posunem je zavedení a fixaci různých hodnot divisio modi, z nichž se vyvinuly pozdější pomlky. Od této doby již tato znaménka nejsou zapisována jako pouhé čáry neurčité délky, nýbrž jsou pečlivě odlišovány čtyři tvary, udávající konkrétní hodnoty (1/2 tempus - semibrevis, 1 tempus - brevis, 2 tempora - longa imperfecta, 3 tempora - longa perfecta)